# Space Bucks
 Space Bucks  est un jeu vidéo de type gestion développé par Impressions Games et publié par Sierra On-Line en  1996 sur PC. Le jeu se déroule dans un univers de science-fiction où le joueur dirige une société de transport interplanétaire. Il doit ainsi acheminer des passagers entre différentes planètes tout en s’assurant de dégager des bénéfices qui lui permettront ensuite de développer son entreprise. Pour cela, le joueur doit notamment concevoir ses propres vaisseaux, afin d’en optimiser l’efficacité. Il doit également faire face aux attaques de ses concurrents, qui peuvent tenter de saboter ses vaisseaux ou de corrompre son personnel,,.

## Trame
Space Bucks  se déroule dans un futur hypothétique, en 2375, 200 ans après le premier contact entre les humains et quatre races d’extraterrestres intelligentes : les Tesarians, les Colikars, les Krec n’Had et les Secanii. Grâce à eux, l’humanité connait alors un rapide progrès technologique qui lui permet de coloniser l’univers jusqu’en 2333, date à laquelle les Meldorians disparaissent mystérieusement en emportant avec eux le secret du voyage intersidéral. Cette disparition met un frein à la colonisation jusqu’en 2375, lorsque l’humanité parvient à nouveau à maitriser cette technologie. Il devient alors à nouveau possible de voyager dans toute la galaxie mais le réseau de transport de celle-ci est entièrement à reconstruire. Le joueur se voit confier la direction d’une nouvelle société de transport interplanétaire chargée de convoyer des marchandises et des passagers entre différentes planètes appartenant aux cinq civilisations de la galaxie.

## Système de jeu
Space Bucks est un jeu de gestion dans lequel le joueur dirige une entreprise de transport interplanétaire et affronte trois sociétés concurrentes, contrôlées par l’ordinateur. L’entreprise du joueur est chargée de convoyer des marchandises et des passagers entre différentes planètes. Chacune d’elles appartenant à une des cinq civilisations de la galaxie, le joueur doit négocier des droits avant de pouvoirs s’installer sur l’une d’entre elles. Il peut ensuite analyser le type de marchandise fabriqué ou consommé sur chaque planète, afin de décider des cargaisons à transporter et de l’itinéraire de ses vaisseaux. Outre les ressources de bases – comme la nourriture, le carburant et les passagers – qui sont faciles à transporter mais peu rentables sur le long terme, le joueur peut développer des activités de transports plus spécifiques, incluant les armes, les animaux exotiques ou les médicaments, en construisant des usines sur les planètes occupées. Toutes les civilisations ne sont par contre pas capables de produire ces ressources, ou ne sont pas forcement intéressées par celles-ci. Outre le commerce, le joueur doit également gérer sa flotte de vaisseaux, en revendant ceux qui sont obsolètes et en achetant des vaisseaux plus performant. Il doit aussi faire face à des imprévus, comme les accidents, les grèves, les attaques ou la contamination des marchandises. Le jeu propose en outre plusieurs options donnant par exemple aux joueurs la possibilité de recourir à des sabotages ou à la tricherie, de vendre des actions de sa société ou de concevoir des vaisseaux personnalisés.

## Accueil
| Space Bucks           |      |       |
| Média                 | Pays | Notes |
| Computer Gaming World | US   | 2.5/5 |
| Gen4                  | FR   | 3/5   |
| Joystick              | FR   | 75 %  |